# Estació de Viladecans
Viladecans és una estació de ferrocarril propietat d'ADIF situada a la població de Viladecans a la comarca del Baix Llobregat. L'estació es troba a la línia Barcelona-Vilanova-Valls per on circulen trens de les línies R2 i R2 Sud de Rodalies de Catalunya operat per Renfe Operadora.
Aquesta estació es va construir a la dècada de 1990 i es va inaugurar el 12 d'octubre de 1991, tot i que aquest tram de la línia de Vilanova va entrar en servei l'any 1881 quan es va obrir el tram entre les Hortes de Sant Beltran al costat de les Drassanes de Barcelona i Vilanova i la Geltrú. Posteriorment l'any 1887 amb la unificació de la línia amb la línia de Vilafranca, els trens van deixar de passar per la carretera del Morrot, per passar per l'actual traçat per Bellvitge. Al segle xx es van fer obres a la línia per duplicar les vies.
L'any 2016 va registrar l'entrada de 563.000 passatgers.
| Rodalia de Barcelona                                      |      |       |                      |                                     |
| Procedència/Destinació                                    | <    | Línia | >                    | Procedència/Destinació              |
| Sant Vicenç de Calders Vilanova i la Geltrú Castelldefels | Gavà |       | El Prat de Llobregat | Estació de França Granollers Centre |

1. Aquest recorregut de la R2 és provisional fins al 2011 fruit de les obres a Sant Andreu Comtal, per veure quins són els canvis que hi ha hagut vegeu R2 i R10.